# Город имени 6 октября
Го́род имени 6 октября́ (Медина-Ситтат-Октобер, араб. مدينة ستة اكتوبر‎) — город в Египте, примерно в 20 км к юго-западу от Каира, на левом берегу Нила. Был центром провинции 6 октября в 2008—2011 годах. До 2008 года, а также с 2011 года входит в состав провинции Гиза. Население — 154 093 человека. Общая площадь города — 97,4 тысячи фадданов (400 км²). Недавно построенный современный город, входит в состав Большого Каира. Несколько университетов с большим числом студентов.

## История
Город был заложен в 1979 году указом президента Египта Анвара Садата за номером 504. Назван в честь успешных военных действий Египта в начале Войны Судного дня 1973 года. В апреле 2008 года город объявлен административным центром провинции 6 октября.

## Достопримечательности
В Городе им. 6 октября расположена штаб-квартира Африканской конфедерации футбола. Кроме того, здесь расположен крупнейший в Египте СМИ-информационный комплекс Egyptian Media Production City (EMPC).

### Университеты
В Городе им. 6 октября находится 7 частных университетов, два медицинских техникума при Египетском университете науки и технологии, а также Университет 6 октября:
- Университет современных наук и искусства
- Университет 6 октября
- Канадский университет Ахрам
- Египетский университет науки и технологии
- Нильский университет
- Академия Ахбар-эль-Юмн
- Высший институт прикладных искусств
- Высший институт науки и технологии
- Высший инженерный институт
- Высший технологический институт
- Каирский университет в Эш-Шейх-Заиде (в стадии строительства)